# Bầu cử tổng thống Hoa Kỳ 1808
Cuộc bầu cử tổng thống năm 1808 của Hoa Kỳ là cuộc bầu cử tổng thống thứ sáu, được tổ chức từ ngày 4 tháng 11, đến ngày 7 tháng 12 năm 1808. Ứng cử viên Đảng Dân chủ Cộng hòa James Madison đã đánh bại ứng cử viên Liên bang Charles Cotesworth Pinckney một cách thuyết phục. Chiến thắng của Madison đã khiến ông trở thành người đầu tiên kế nhiệm một tổng thống của cùng một đảng.
Madison từng là Ngoại trưởng dưới thời Tổng thống Thomas Jefferson. Jefferson, người đã từ chối tranh cử nhiệm kỳ thứ ba, đã hỗ trợ mạnh mẽ cho Madison, một người đồng hương ở Virginia. Phó Tổng thống lúc đó là George Clinton và cựu Đại sứ James Monroe đều thách thức Madison về đề cử của đảng, nhưng Madison vẫn đựoc đề cử cho chức tổng thống và Clinton được tái đề cử làm phó tổng thống. Những người Liên bang đã tái đề cử Pinckney, một cựu đại sứ từng là ứng cử viên cuộc bầu cử tổng thống năm 1804.
Bất chấp sự phản đối đối với Đạo luật Cấm vận năm 1807, Madison đã giành được đa số phiếu đại cử tri bên ngoài thành trì Liên bang ở New England. Clinton đã nhận được sáu phiếu đại cử tri cho vị trí tổng thống từ bang New York, quê hương của ông. Cuộc bầu cử này là lần đầu tiên trong hai trường hợp trong lịch sử Hoa Kỳ, trong đó một tổng thống tân cử nhưng phó tổng thống đương nhiệm tái nhiệm, lần còn lại diễn ra vào năm 1828.

## Đề cử

### Đề cử của Đảng Dân chủ Cộng hoà
| Đề cử Đảng Dân chủ-Cộng hòa, 1808     |                                        |
| James Madison                         | George Clinton                         |
| cho tổng thống                        | cho Phó chủ tịch                       |
|                                       |                                        |
| Ngoại trưởng Hoa Kỳ thứ năm 1801-1809 | Phó Tổng thống Hoa Kỳ thứ tư 1805-1812 |
| Chiến dịch                            |                                        |

#### Phiên họp kín
Các đề cử cho cuộc bầu cử tổng thống năm 1808 đã được đè ra bởi các phiên họp kín của quốc hội. Với việc Thomas Jefferson đã sẵn sàng nghỉ hưu, những người ủng hộ Ngoại trưởng James Madison của Virginia đã làm việc cẩn thận để đảm bảo rằng Madison sẽ kế nhiệm Jefferson. Sự cạnh tranh chính của Madison đến từ cựu nhà ngoại giao James Monroe của Virginia và Phó Tổng thống George Clinton. Monroe được hỗ trợ bởi một nhóm được gọi là tertium quids, những người ủng hộ một chính phủ liên bang yếu kém và không hài lòng với Thương vụ mua Louisiana và Hiệp ước năm 1802. Sự ủng hộ Clinton đến từ các đảng viên Dân chủ Cộng hòa miền Bắc, những người không tán thành Đạo luật Cấm vận (mà họ cho là có khả năng dẫn đến chiến tranh với Vương quốc Anh) và những người tìm cách kết thúc Vương triều Virginia. Phiên họp kín của Quốc hội đã họp vào tháng 1 năm 1808, chọn Madison làm ứng cử viên cho chức tổng thống và Clinton làm ứng viên phó tổng thống.
Nhiều người ủng hộ Monroe và Clinton đã từ chối chấp nhận kết quả của phiên họp kín. Monroe đã được đề cử bởi một nhóm của Đảng Dân chủ Cộng hòa Virginia, và mặc dù ông không tích cực tìm cách đánh bại Madison, ông cũng từ chối rút khỏi cuộc đua. Clinton cũng được một nhóm đảng Dân chủ Cộng hòa ở New York ủng hộ cho chức tổng thống ngay cả khi ông vẫn là ứng cử viên phó tổng thống chính thức của đảng.

### Đề cử của Đảng Liên bang
| Đề cử Đảng Liên bang, 1808           |                                     |
| Charles C. Pinckney                  | Rufus King                          |
| cho tổng thống                       | cho Phó chủ tịch                    |
|                                      |                                     |
| Cựu Đại sứ Hoa Kỳ tại Pháp 1796-1797 | Cựu Đại sứ Hoa Kỳ tại Anh 1796-1803 |
| Chiến dịch                           |                                     |

Phiên họp kín của Đảng Liên bang đã nhóm họp vào tháng 9 năm 1808 và tái đề cử phiếu bầu của đảng năm 1804, gồm Tướng Charles Cotesworth Pinckney của Nam Carolina và cựu Thượng nghị sĩ Rufus King của New York.

## Tổng tuyển cử

### Chiến dịch
Cuộc bầu cử được đánh dấu bởi sự phản đối của Jefferson đối với Đạo luật Cấm vận năm 1807, việc ngừng buôn bán với châu Âu gây tổn hại một cách không cân xứng đến các thương gia ở New England và được coi là có lợi cho Pháp hơn Anh. Tuy nhiên, Jefferson vẫn rất nổi tiếng với người Mỹ nói chung và Pinckney đã bị Madison đánh bại một cách thuyết phục, mặc dù không được như năm 1804. Pinckney nhận được ít phiếu đại cử tri bên ngoài New England.

### Kết quả

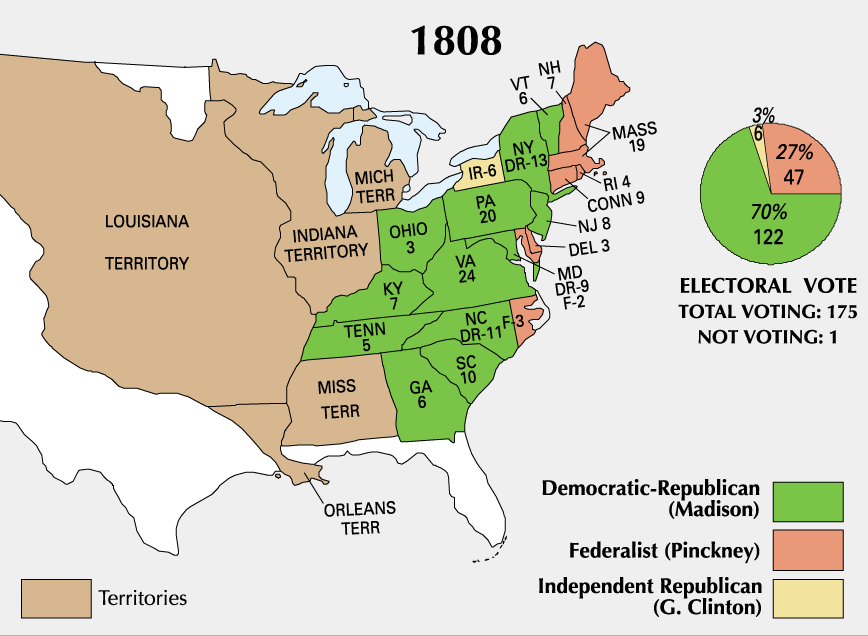

Pinckney đã giữ được số phiếu đại cử tri của hai tiểu bang mà ông đã giành được vào năm 1804 (Connecticut và Delaware), và ông cũng giành thêm New Hampshire, Massachusetts, Rhode Island, và ba khu vực bầu cử ở Bắc Carolina bên cạnh hai khu vực bầu cử ở Maryland mà ông đã giành được sớm hơn. Ngoại trừ các quận ở Bắc Carolina, tất cả các bang ông giành thêm đều ở New England.
Monroe đã giành được một phần số phiếu phổ thông ở Virginia và Bắc Carolina, trong khi cơ quan lập pháp New York chia phiếu đại cử tri giữa Madison và Clinton.
| Ứng viên tổng thống        | Đảng                  | Tiểu bang nhà      | Phiếu Phổ thông    | Phiếu Phổ thông    | Phiếu Đại Cử tri | Liên danh               | Liên danh     | Liên danh        |
| Ứng viên tổng thống        | Đảng                  | Tiểu bang nhà      | Số phiếu           | %                  | Phiếu Đại Cử tri | Ứng viên Phó tổng thống | Tiểu bang nhà | Phiếu Đại cử tri |
| -------------------------- | --------------------- | ------------------ | ------------------ | ------------------ | ---------------- | ----------------------- | ------------- | ---------------- |
| James Madison đương nhiệm) | Đảng Dân chủ Cộng hoà | Virginia           | 124.732            | 64,7%              | 122              | George Clinton          | New York      | 113              |
| James Madison đương nhiệm) | Đảng Dân chủ Cộng hoà | Virginia           | 124.732            | 64,7%              | 122              | John Langdon            | New Hampshire | 9                |
| Charles C. Pickney         | Đảng Liên bang        | Nam Carolina       | 62.431             | 32,4%              | 47               | Rufus King              | New York      | 47               |
| George Clinton             | Đảng Dân chủ Cộng hoà | New York           | -                  | -                  | 6                | James Madison           | Virginia      | 3                |
| George Clinton             | Đảng Dân chủ Cộng hoà | New York           | -                  | -                  | 6                | James Monroe            | Virginia      | 3                |
| James Monroe               | Đảng Dân chủ Cộng hoà | Virginia           | 4.848              | 2,5%               | 0                | N/A                     | N/A           | 0                |
| Không tham gia bỏ phiếu    | N/A                   | N/A                | 680                | 0,4%               | 0                | N/A                     | N/A           | 0                |
| Tổng cộng                  | Tổng cộng             | Tổng cộng          | 192.691            | 100%               | 175              |                         |               | 175              |
| Cần để chiến thắng         | Cần để chiến thắng    | Cần để chiến thắng | Cần để chiến thắng | Cần để chiến thắng | 88               |                         |               | 88               |

| \| Phiếu Phổ thông \| Phiếu Phổ thông \| Phiếu Phổ thông \| Phiếu Phổ thông \| Phiếu Phổ thông \| \| --------------- \| --------------- \| --------------- \| --------------- \| --------------- \| \| \| \| \| \| \| \| Madison \| Madison \| \| 64.7% \| 64.7% \| \| Pinckney \| Pinckney \| \| 27.2% \| 27.2% \| |          |  |       |       |
| Phiếu Phổ thông |          |  |       |       |
| |          |  |       |       |
| Madison | Madison  |  | 64.7% | 64.7% |
| Pinckney | Pinckney |  | 27.2% | 27.2% |

| \| Phiếu Đại cử tri bầu Tổng thống \| Phiếu Đại cử tri bầu Tổng thống \| Phiếu Đại cử tri bầu Tổng thống \| Phiếu Đại cử tri bầu Tổng thống \| Phiếu Đại cử tri bầu Tổng thống \| \| ------------------------------- \| ------------------------------- \| ------------------------------- \| ------------------------------- \| ------------------------------- \| \| \| \| \| \| \| \| Madison \| Madison \| \| 69.3% \| 69.3% \| \| Pinckney \| Pinckney \| \| 26.7% \| 26.7% \| \| Clinton \| Clinton \| \| 3.4% \| 3.4% \| |          |  |       |       |
| Phiếu Đại cử tri bầu Tổng thống |          |  |       |       |
| |          |  |       |       |
| Madison | Madison  |  | 69.3% | 69.3% |
| Pinckney | Pinckney |  | 26.7% | 26.7% |
| Clinton | Clinton  |  | 3.4%  | 3.4%  |

| \| Phiếu Đại cử tri bầu Phó Tổng thống \| Phiếu Đại cử tri bầu Phó Tổng thống \| Phiếu Đại cử tri bầu Phó Tổng thống \| Phiếu Đại cử tri bầu Phó Tổng thống \| Phiếu Đại cử tri bầu Phó Tổng thống \| \| ----------------------------------- \| ----------------------------------- \| ----------------------------------- \| ----------------------------------- \| ----------------------------------- \| \| \| \| \| \| \| \| Clinton \| Clinton \| \| 64.2% \| 64.2% \| \| King \| King \| \| 26.7% \| 26.7% \| \| Langdon \| Langdon \| \| 5.1% \| 5.1% \| \| Madison \| Madison \| \| 1.7% \| 1.7% \| \| Madison \| Madison \| \| 1.7% \| 1.7% \| \| Không tham gia bỏ phiếu \| Không tham gia bỏ phiếu \| \| 0.6% \| 0.6% \| |                         |  |       |       |
| Phiếu Đại cử tri bầu Phó Tổng thống |                         |  |       |       |
| |                         |  |       |       |
| Clinton | Clinton                 |  | 64.2% | 64.2% |
| King | King                    |  | 26.7% | 26.7% |
| Langdon | Langdon                 |  | 5.1%  | 5.1%  |
| Madison | Madison                 |  | 1.7%  | 1.7%  |
| Madison | Madison                 |  | 1.7%  | 1.7%  |
| Không tham gia bỏ phiếu | Không tham gia bỏ phiếu |  | 0.6%  | 0.6%  |